# Nederlandse Spoorwegen
Pour les articles homonymes, voir NS.
Nederlandse Spoorwegen (NS, prononcé en néerlandais /ˈneːdərlɑntsə ˈspoːrʋeːɣə(n)/  ; en français : « Chemins de fer néerlandais ») est la principale entreprise ferroviaire des Pays-Bas dans le secteur du transport des voyageurs. Elle a le caractère juridique d'une société anonyme détenue à 100 % par l'État néerlandais. Son siège se trouve à Utrecht, dans le quartier de la gare centrale.
Issue de la fusion de l'ancienne administration publique des chemins de fer néerlandais, la Compagnie pour l'exploitation des chemins de fer de l'État néerlandais (Staatspoorwegen), dont elle conserve une partie du nom, avec la Compagnie du chemin de fer de Hollande, l'entreprise est fondée en 1938. Elle assure environ 80 % du trafic ferroviaire voyageurs du pays — 4 800 liaisons journalières pour 1,3 million de passagers en 2019. 
De par ces chiffres, certaines des lignes exploitées par NS, principalement dans la Randstad, s'apparentent plus à un RER qu'à un service ferroviaire classique. Les trains empruntent les voies du réseau ferré géré par ProRail, organisme étatique, issu lui aussi de l'ancien organisme public. La directive européenne sur le transport ferroviaire de 1991 exigeant une séparation des comptabilités des entreprises de transport et d'infrastructure.
Puisque chaque ligne dispose d'un opérateur spécifique attribué par les pouvoirs publics, NS coexiste sur l'ensemble du réseau national sans concurrence directe avec d'autres entreprises exploitant certaines lignes à faible trafic, notamment Arriva, Syntus et Connexxion. NS et ces entreprises proposent une gamme tarifaire unifiée sous le contrôle de l'État, permettant aux voyageurs d'effectuer un trajet avec plusieurs opérateurs sous un billet unique, le plus souvent l'OV-chipkaart, également valable sur tous les réseaux de transport municipaux. Une entreprise est mandatée par une province lorsque NS a un surplus de capacité sur ces courts trajets, les autres entreprises — soit privées soit sous le contrôle de la province — proposant de plus petits trains.

## Histoire

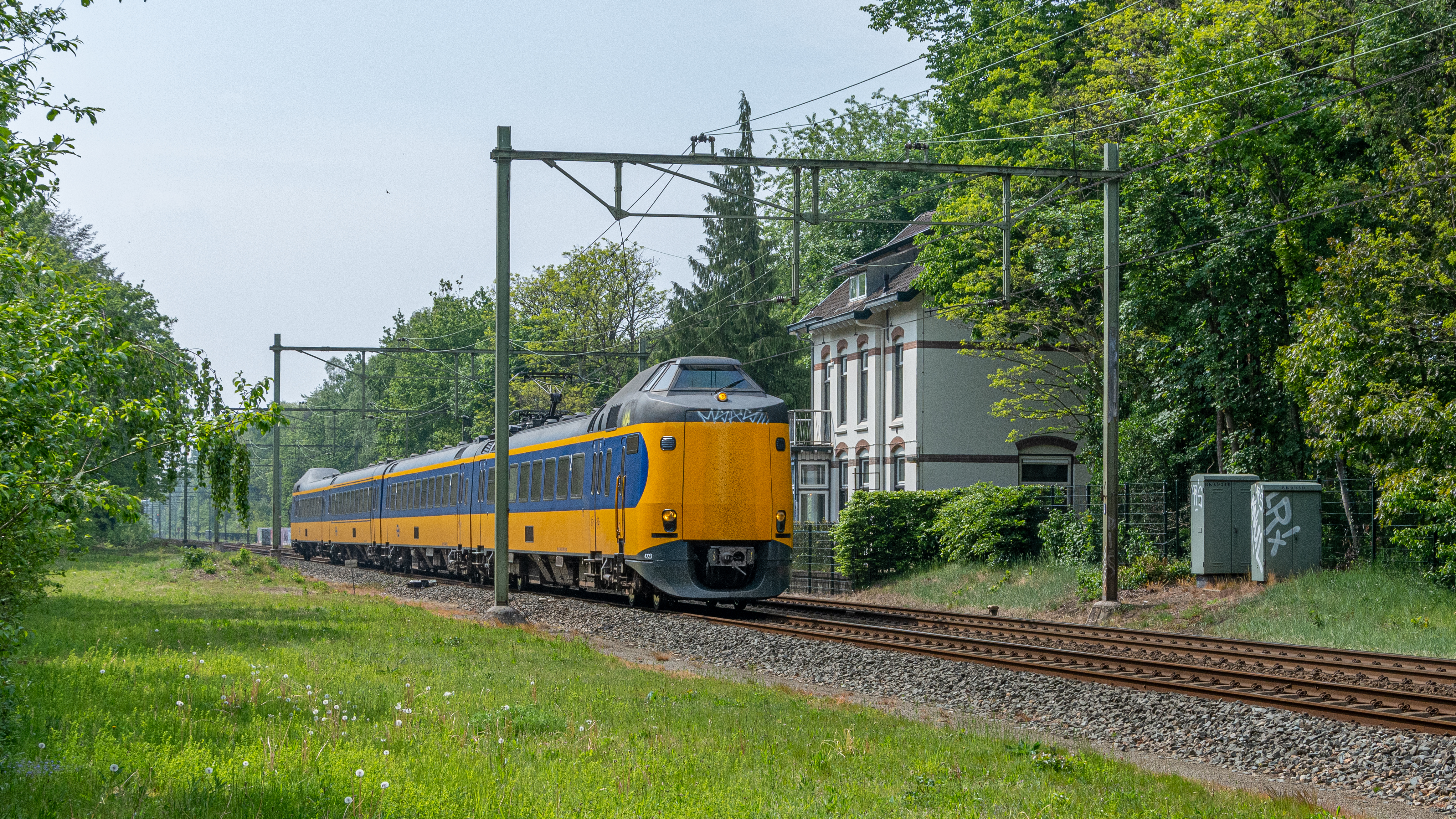
Service national ICM (Intercity) entre La Haye et Enschede, près de Soestduinen.

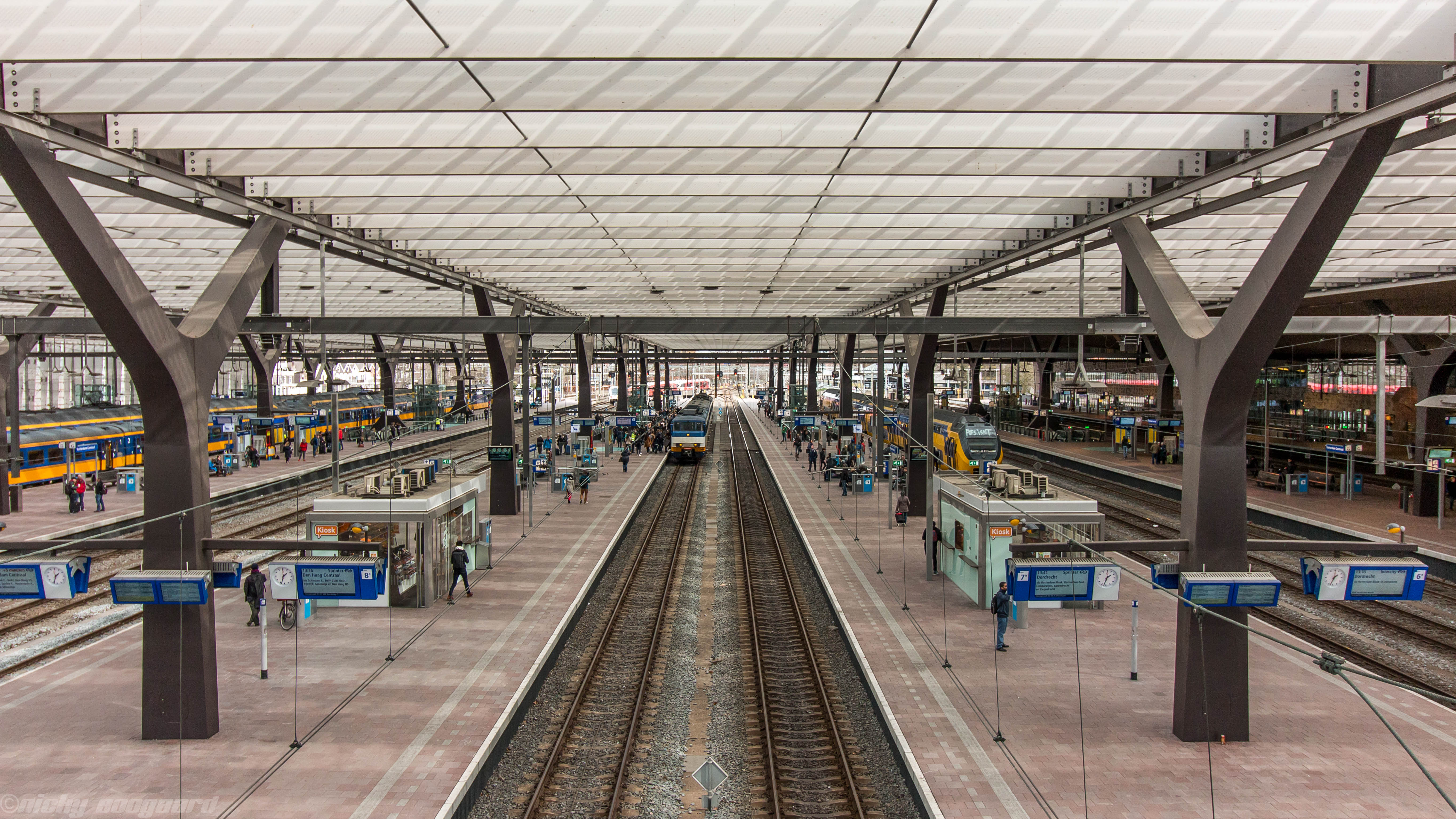
Rotterdam-Central, principal nœud ferroviaire de la Hollande-Méridionale.

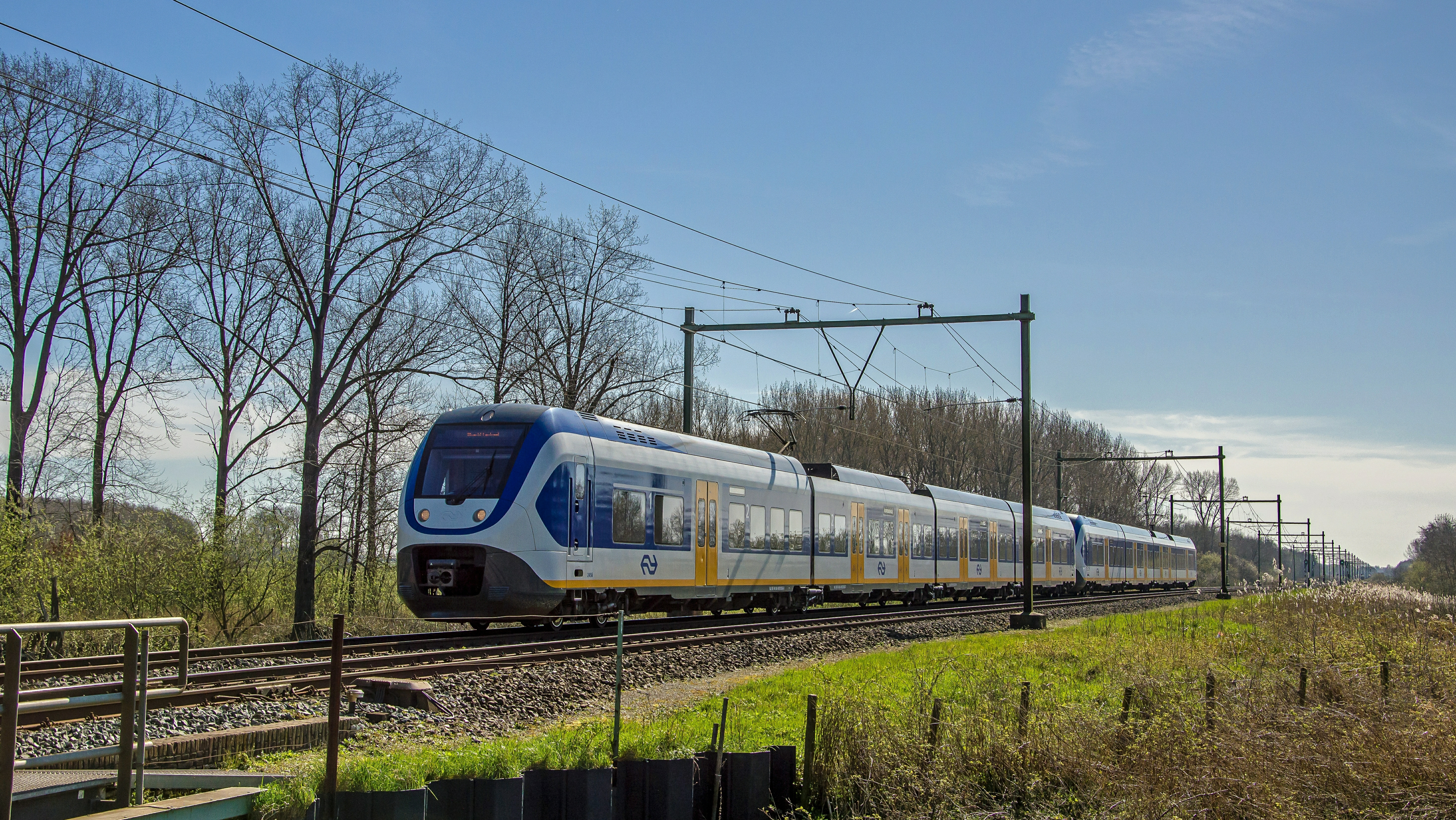
Service régional (Sprinter) passant Culemborg, entre Utrecht-Central et Bréda.

En 1911, quatre compagnies ferroviaires exploitent le réseau néerlandais :
- la HSM, Hollandsche IJzeren Spoorweg-Maatschappij ;
- les SS, Maatschappij tot Exploitatie van Staatsspoorwegen (chemins de fer de l’État) ;
- la NBDS (Noord-Brabantsch-Duitsche Spoorweg-Maatschappij) ;
- la NCS. (Nederlandsche Centraal-Spoorweg-Maatschappij).

Des ententes entre ces compagnies émergent alors en vue de créer à terme une seule compagnie nationale, par exemple avec la mise en place de grilles tarifaires communes et de titres de transport indifférenciés pour les différentes compagnies.
En 1917, un groupe d'intérêt des chemins de fer néerlandais, rassemblant les différentes compagnies est créé. Les NCS et les SS fusionnent en 1919. Les NBDS, qui ont mis en commun leur matériel en 1919, sont eux aussi absorbés par les SS en 1926. Cette nationalisation a permis d'éviter la faillite de cette compagnie, alors en difficulté financière depuis la fin de la Première Guerre mondiale. 
Les deux compagnies restantes, les SS et les HSM, mettent leur matériel en commun en 1921 avec une nouvelle immatriculation mais il faut attendre 1938 pour qu'ils fusionnent en une entreprise publique : les NS. 
Le réseau subira de graves dommages durant la Seconde Guerre mondiale. L'après-guerre entraine la reconstruction du réseau, mais aussi son électrification progressive. Ainsi, le dernier train à vapeur régulier circule en 1957. 
Déficitaires, les NS tentent à partir des années 1970 une stratégie offensive pour attirer les voyageurs, avec une augmentation significative du nombre de trains et de leur fréquence. 
En 1995, en application des directives de l'Union européenne, la gestion de l'infrastructure, qui jusqu'auparavant revenait aux NS, est confiée à une entité distincte en vue de l'ouverture à la concurrence. Cette entité est ProRail, qui dépend du ministère des transports, alors que les NS restent une entreprise privée avec l'État comme actionnaire unique. 
1995 marque également un changement de philosophie dans la gestion publique des chemins de fer/ Considérant que l'objectif des NS doit être avant tout commercial, l’État réduit ses subventions et divise le réseau entre les lignes relevant du service public et celles à vocation commerciale, afin d'ouvrir les lignes non rentables à la concurrence. 
La compagnie cède le secteur fret à Railion Nederland (filiale de la Deutsche Bahn) en 2000. De ce fait, les NS n'exploitent plus aucun train de fret aux Pays-Bas, ces derniers entièrement laissés aux entreprises privées.
En 2009, la première (et seule à l'heure actuelle) ligne à grande vitesse du pays est mise en service, entre Amsterdam, Rotterdam et la Belgique (Anvers). Elle est parcourue à 300 km/h par les Thalys Paris-Bruxelles-Amsterdam et à 200 km/h par des trains Intercity Direct Amsterdam-Rotterdam-Breda et La Haye-Rottardam-Breda-Eindhoven. 
En 2004, les NS commandent au fabricant italien Ansaldo Breda des rames Fyra afin d'assurer un service à grande vitesse entre Amsterdam et Bruxelles. Ce service (début de service 29/07/2012) connait de sérieuses difficultés à cause d'avaries à répétition sur ces rames. Il est donc abandonné l'année suivante, engendrant l'annulation de la commande des rames Fyra supplémentaires. NS commande 19 locomotives Traxx fin 2013 afin d'assurer ce service avec des rames tractées empruntant la ligne classique à 160 km/h. Les livraisons débutent fin 2014. 
Fin 2018, la compagnie NS va pour la première fois indemniser des descendants de déportés juifs, après s'être officiellement excusée en 2005 pour ses actes pendant la Seconde Guerre mondiale. La compagnie avait poursuivi ses activités au service des Nazis après l'invasion du pays par l'Allemagne en mai 1940, gagnant l'équivalent de millions d'euros en transportant des familles juives vers Westerbork, où 107 000 des 140 000 Juifs habitant alors aux Pays-Bas sont acheminés avant d'être envoyés vers des camps de la mort, comme Auschwitz, Sobibor et Bergen-Belsen.
Le réseau ferré néerlandais est aujourd'hui le plus utilisé de l'Union européenne en termes de longueur totale rapportée au nombre de passagers, ainsi que le troisième au monde après la Suisse et le Japon.

## Organisation
Les NS possèdent de nombreuses filiales. Toutefois, dans la communication commerciale, seules les noms Nederlandse Spoorwegen, NS et NS International sont utilisés et connus du grand public.

### NS Reizigers (NSR)
Cette filiale est chargée de l'exploitation des trains de voyageurs NS sur le marché intérieur; c'est elle qui emploie les conducteurs et les contrôleurs de trains. Elle décide de l'aménagement des trains et leur peinture (actuellement jaune et bleu).

### NS International
Cette filiale est chargée d'exploiter des trains de voyageurs internationaux, tels que les Eurostar et ICE, en plus des trains affrétés et trains vers le réseau allemand, en collaboration avec NS Reizigers et des partenaires étrangers.

### NS Stations
Cette filiale est chargée de la gestion des gares, y compris la concession des espaces pour les boutiques et kiosques ; elle est propriétaire de la chaîne de supermarchés de gares Albert Heijn et de Servex. Entre autres, Burger King et Pizza Hut signent des accords avec cette dernière pour s'implanter dans les stations.

### NS Service, Onderhoud en Modernisering
Cette filiale est chargée de la gestion et l'entretien du matériel roulant.

### NS Commercie & Ontwikkeling
Cette filiale est chargée du service commercial et de l'après-vente.

### NS Vastgoed
Cette filiale est chargée de valoriser les terrains de la société-mère (elle possède 48 km² de surfaces, situées souvent près des gares) pour y développer des activités commerciales tournées vers la clientèle des gares, et commercialiser bureaux et appartements.

### Nedkoleje
Une coentreprise avec les chemins de fer polonais (PKP) exploite des services de trains dans la région de la Poméranie occidentale (Zachodniopomorskie) en Pologne.

### Abellio
Une coentreprise avec Serco obtient une concession de 25 ans pour l'exploitation des services ferroviaires de Merseyrail, dans la ville de Liverpool (Royaume-Uni) et sa banlieue, ainsi que le Northern Rail, opérant ainsi la totalité des trains régionaux de Chesterfield dans le Derbyshire à Carlisle dans le comté de Cumbria. Dans le Grand Londres, Abellio exploite également des lignes de bus.
L'opérateur NS annonce, le 23 août 2022, le rachat par la direction de sa filiale Abellio UK, de ses activités ferroviaires et routières au Royaume-Uni. La nouvelle société Transport UK Group Ltd reprendra les activités ferroviaires actuelles. La vente a été conclue le 28 février 2023.